# Joyaux de la Couronne polonaise

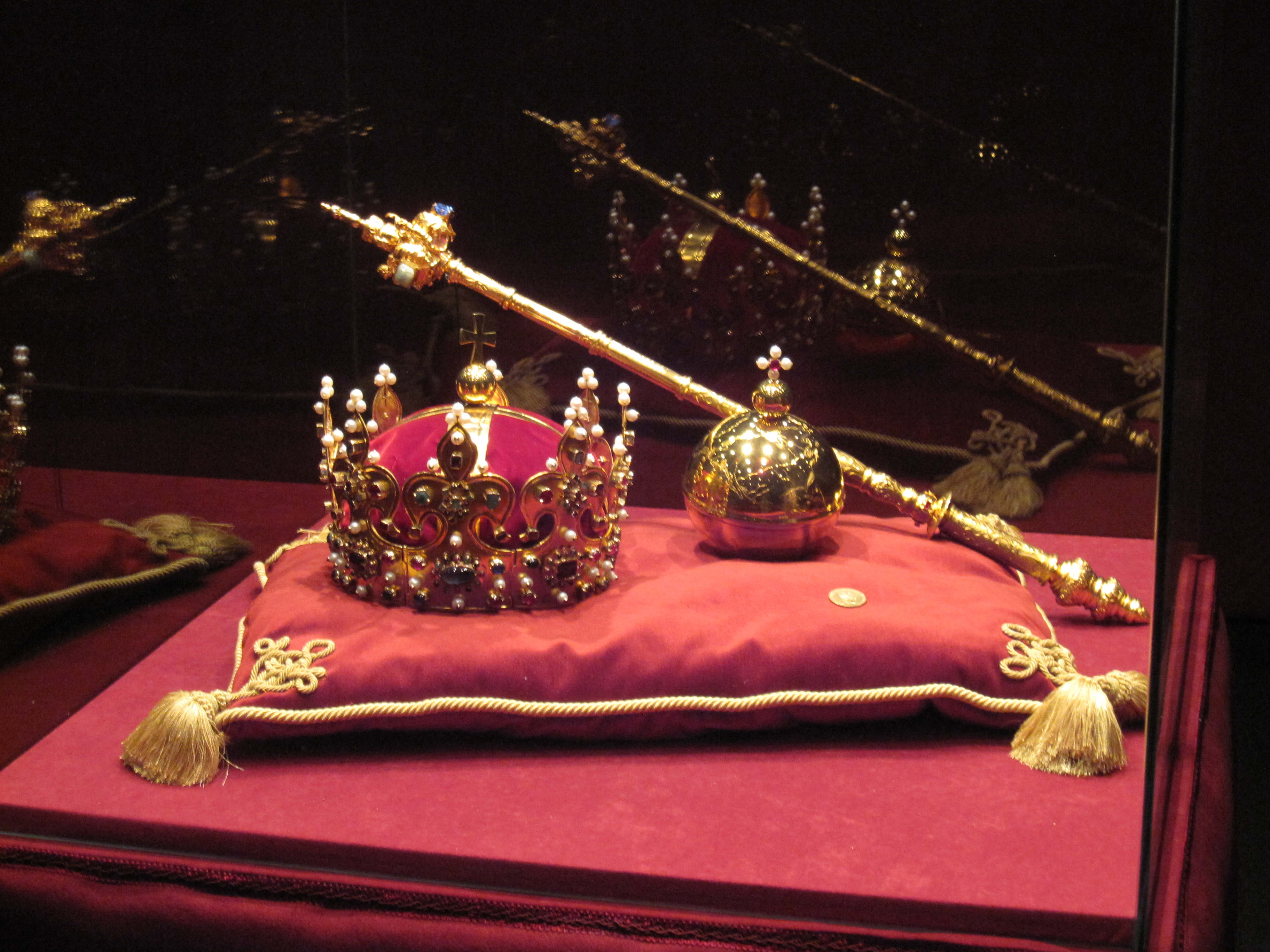
Répliques de la couronne de Boleslas Ier le Vaillant, de l'orbe et du sceptre de Stanislas II, réalisées entre 2001 et 2003.

Les joyaux de la Couronne polonaise (en polonais : Polskie Klejnoty Koronne) étaient les attributs ou insignes (insygnia) du pouvoir royal des rois de Pologne. Ces attributs ou insignes étaient utilisés lors du couronnement royal ou à l'occasion de certaines cérémonies. 
Ceux qui existent encore aujourd'hui en Pologne sont conservés au château royal du Wawel à Cracovie, ancienne capitale du royaume de Pologne. 
Mais une partie d'entre eux a disparu ou été emmenée hors de Pologne en raison de circonstances historiques diverses. Jusqu'à la fin du XVIIIe siècle, beaucoup de ces joyaux remontaient à l'époque de la dynastie Piast, mais le seul d'entre eux qui existe encore est un glaive (Szczerbiec). Les autres ont été confisqués par les Prussiens à l'occasion de l'insurrection de Kosciuszko en 1794, suivie du troisième partage de la Pologne en 1795. Une autre partie des joyaux polonais a été détournée par les rois de la dynastie saxonne (1697-1762) au profit de leur électorat de Saxe.
Plusieurs couronnes royales ont été réalisées au cours des siècles, notamment au XVIe siècle, notamment la « couronne hongroise » et la « couronne suédoise » (utilisée par les rois de la dynastie Vasa). 

## Historique

### Le recensement de 1633

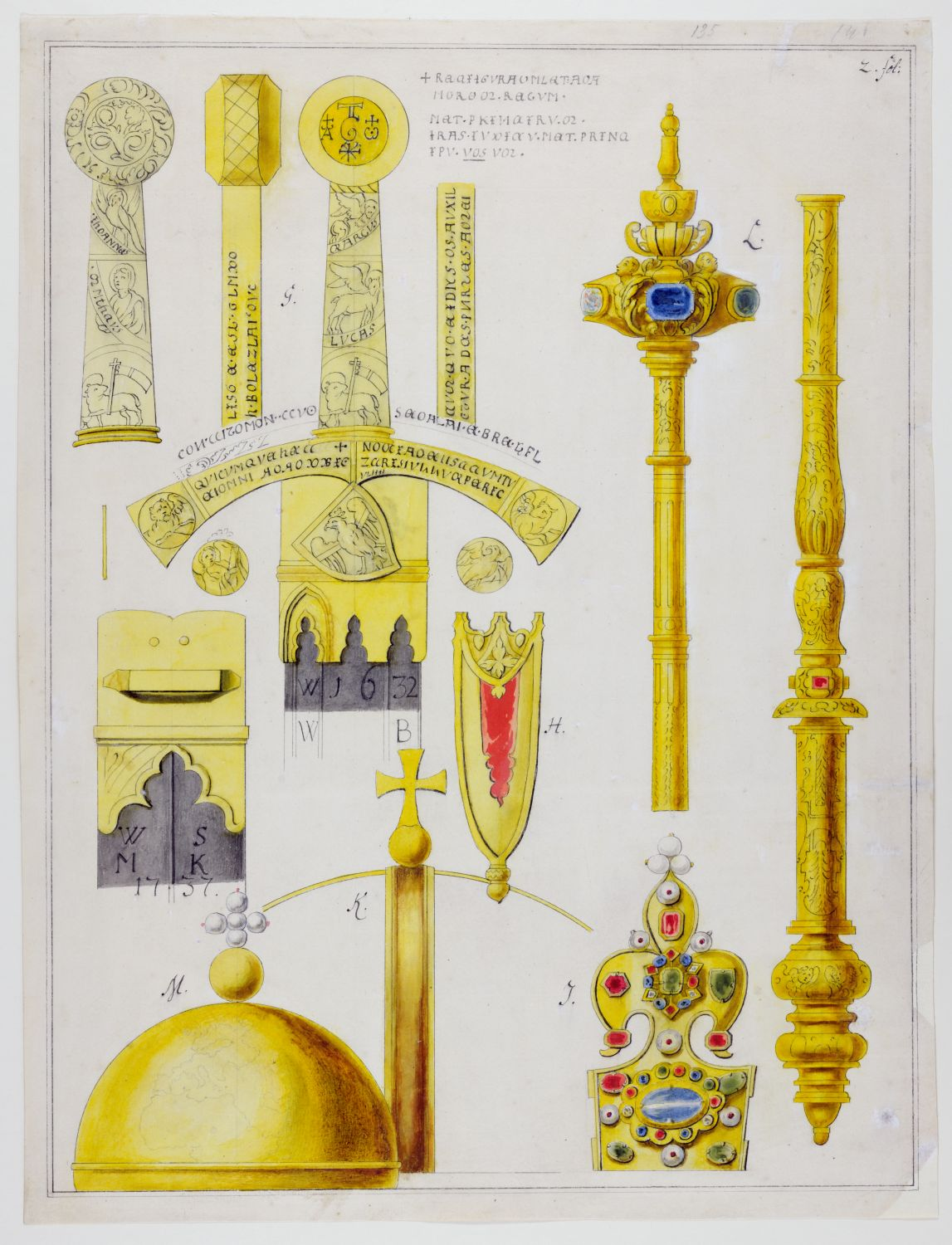
Schémas détaillés d'une partie des joyaux de la Couronne de Pologne présents au couronnement de Stanislas II, par Krzysztof Józef Werner

D'après un inventaire du Trésor d'État réalisé au Wawel en 1633 par Jerzy Ossoliński, Grand Chancelier de la Couronne, les regalia de la Couronne polono-lituanienne regroupaient:
- la couronne de Boleslas Ier le Vaillant
- la « couronne de la reine » (Korona królowych), réalisée pour la reine Edwige de Kalisz
- la « couronne hongroise », réalisée pour Jean II Sigismond Zápolya
- la « couronne des hommages » (Korona homagialna) destinée à la réception d'hommages, réalisée pour Ladislas II Jagellon
- la « couronne funéraire », dédiée aux funérailles, réalisée pour Étienne Ier Báthory
- trois sceptres et trois orbes d'argent
- une chaîne d'argent avec la relique de la Sainte-Croix (Crux cum ligno Vitae)
- les croix et reliques ruthènes
- la Bible latine copiée sur parchemin
- une corne de rhinocéros
- le Szczerbiec, le glaive utilisé dans la plupart des cérémonies de couronnement des rois de Pologne
- les « épées de Grunwald », deux épées de l'ordre Teutonique reçues à la bataille de Grunwald par le roi Ladislas II Jagellon
- l'épée de Boleslas II le Généreux
- l'épée de Sigismond Ier le Vieux
- trois chapeaux bordés de perles
- un grand coffre avec des boîtes à bijoux contenant entre autres un gros rubis, un diamant de 0,94 carats, 200 diamants et une grosse émeraude.

### Le trésor des rois Vasa
Un trésor privé des Vasa conservé au palais royal de Varsovie contenait également :
- la « couronne suédoise », réalisée pour le roi Sigismond II Auguste
- la « couronne de Moscovie », réalisée vers 1610 pour le couronnement du prince et futur roi de Pologne Ladislas IV Vasa comme tsar de Russie
- un aigle blanc en argent pour la couronne royale (argent pur, en partie doré, de 89 centimètres de hauteur), fabriqué pour le roi Jean II Casimir

### Le cas des joyaux emmenés en Prusse
Les joyaux de la Couronne d'origine, sauf la couronne de Moscovie, ont été confisqués par les Prussiens quand ils ont occupé Cracovie à partir du 15 juin 1794, à la suite de la défaite de Szczekociny subie par Kosciuszko le 6 juin.
Ils ont été détruits (démontés/fondus) en mars 1809 sur les ordres du roi Frédéric-Guillaume III, afin de procurer des ressources financières à la Prusse, à l'exception du Szczerbiec.

### Le cas des joyaux emmenés en Saxe

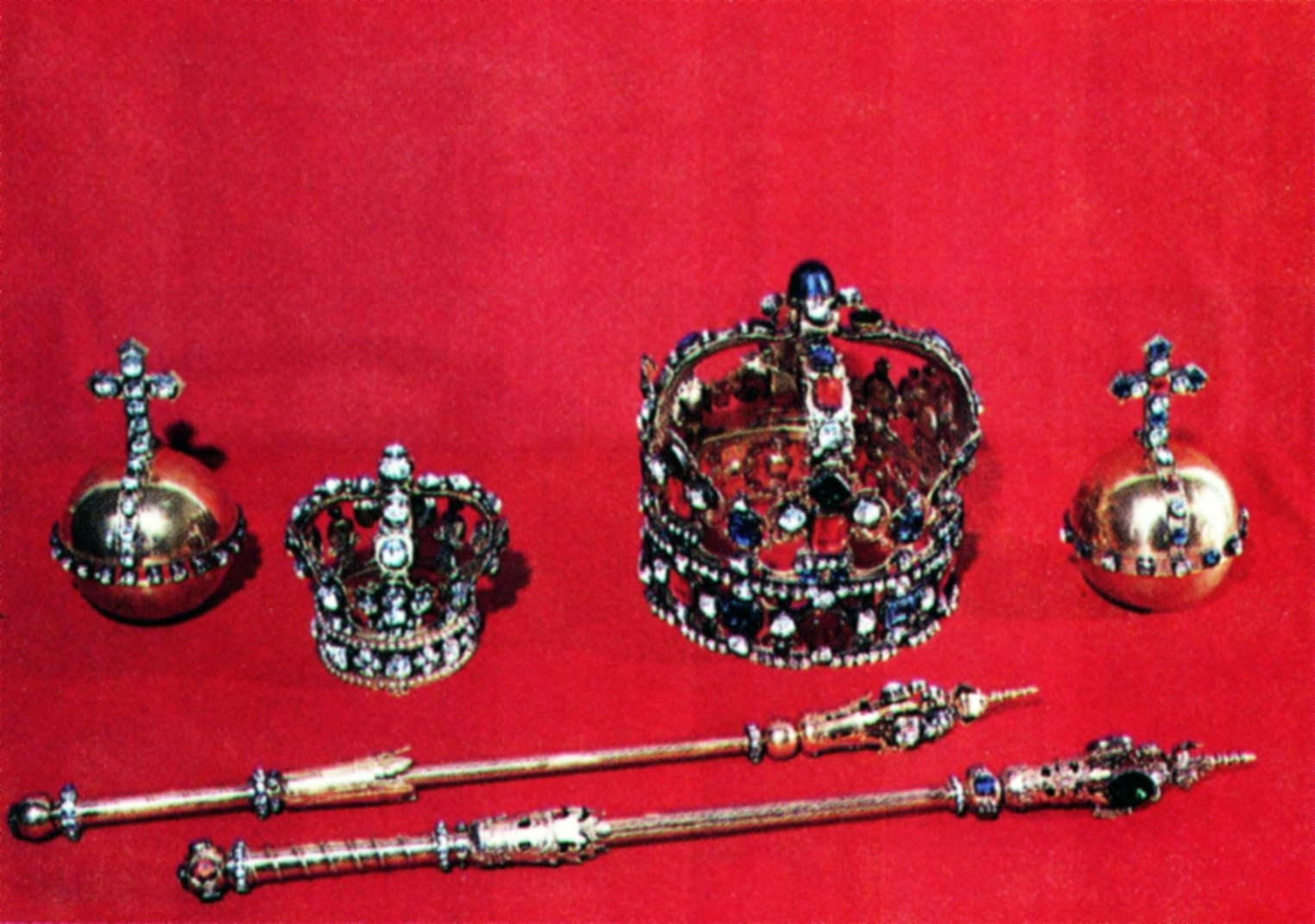
Regalia d'Auguste III et de Marie-Josèphe

Les joyaux de la Couronne des rois de la dynastie saxonne (1697-1763) et plusieurs antérieurs (par exemple une coupe de la reine Hedwige et une armure du roi Jean III Sobieski) sont aujourd'hui conservés aux musées Grünes Gewölbe et Rüstkammer de Dresde, en Allemagne, le roi Auguste II se les étant indûment appropriés.
En 1925, le gouvernement polonais a racheté à Vienne, pour 35 000 dollars, une partie des joyaux de la dynastie saxonne les regalia d'argent du roi Auguste III et de la reine Marie-Josèphe . 
L'ensemble rassemblait deux couronnes, deux sceptres et deux orbes fabriqués vers 1733. Ils ont été exposés à Varsovie jusqu'en 1939, puis confisqués par les Allemands qui occupent Varsovie à partir de septembre 1939. À la fin de la guerre, ils ont été retrouvés par les Soviétiques en Allemagne et envoyés à Moscou où ils sont restés jusqu'en 1960, date à laquelle ils ont été restitués à la Pologne. Ils sont aujourd'hui conservés au musée national de Varsovie.